# Harrisia eriophora
Harrisia eriophora är en kaktusväxtart som först beskrevs av Louis Ludwig Karl Georg Pfeiffer, och fick sitt nu gällande namn av Nathaniel Lord Britton. Harrisia eriophora ingår i släktet Harrisia och familjen kaktusväxter. Inga underarter finns listade i Catalogue of Life.

## Bildgalleri

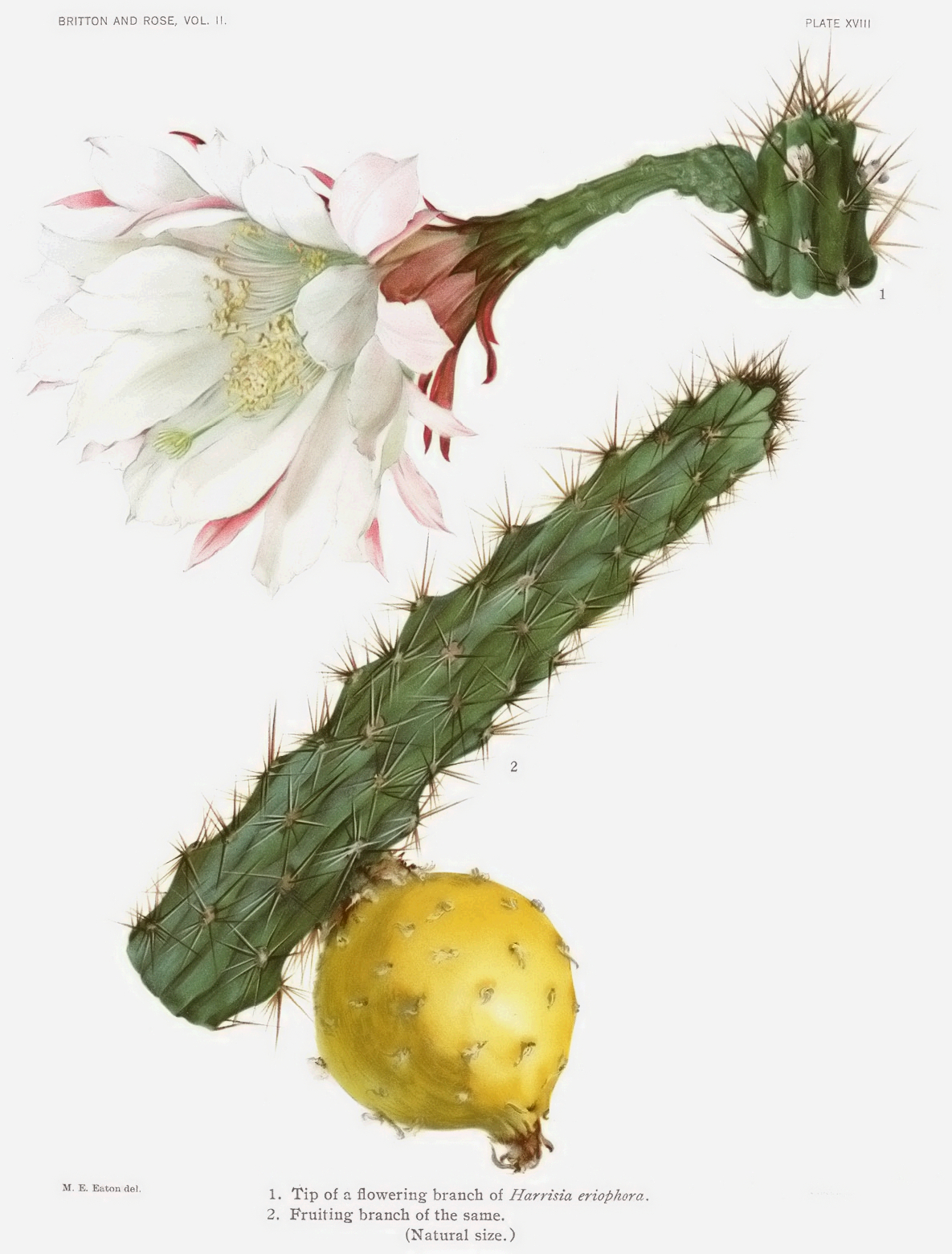
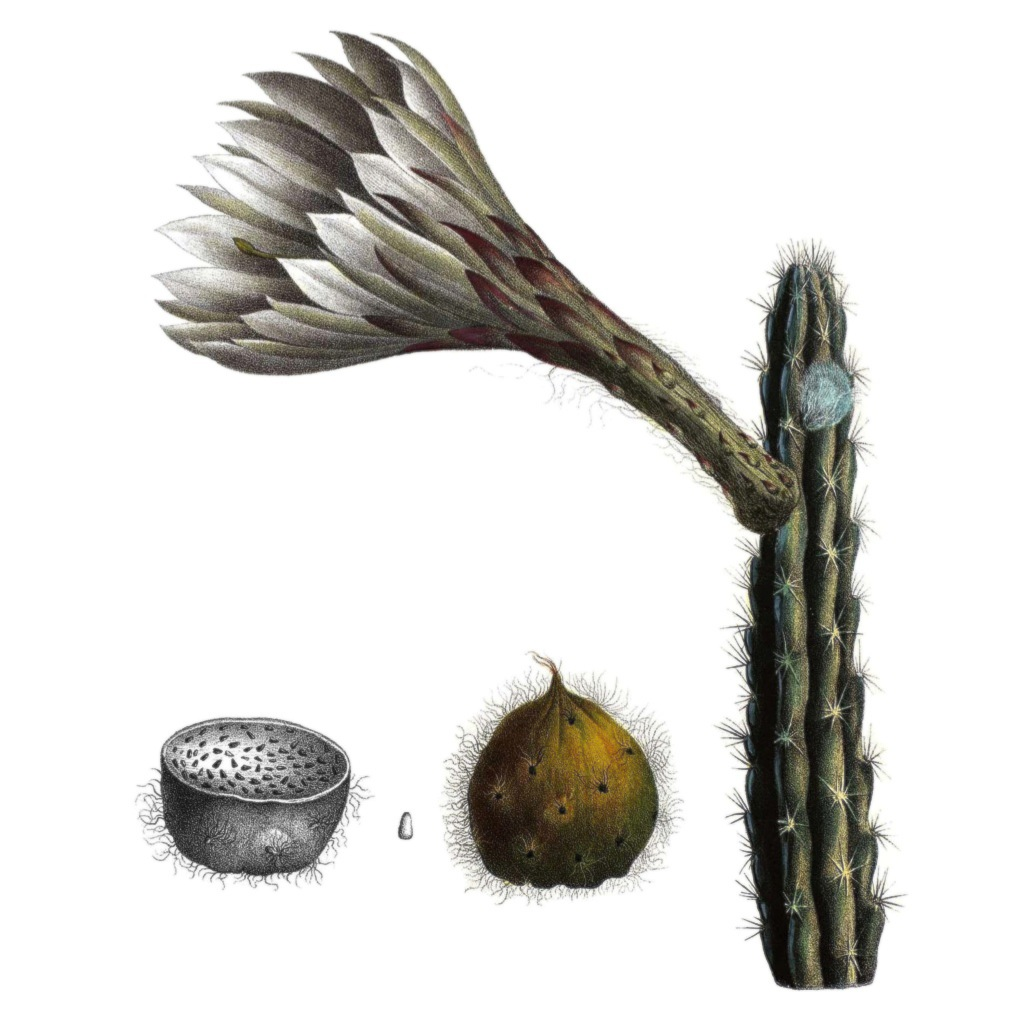